# Dario Pieri
Dario Pieri (* 1. September 1975 in Florenz) ist ein ehemaliger  italienischer Radrennfahrer.

## Karriere
Pieri konnte 1995 den Grand Prix de la ville de Pistoia für sich entscheiden und ein Jahr später gewann er eine Etappe des Giro Ciclistico d’Italia.
1997 wurde er Profi beim Team Scrigno-Gaerne. 1998 wurde er Vierter bei Dwars door Vlaanderen und Siebter beim E3 Prijs Harebelke. 1998 gewann er jeweils eine Etappe der Tour de Langkawi und der Drei Tage von De Panne. Im Jahr 1999 gewann er eine Etappe der Slowenien-Rundfahrt und startete anschließend erstmals beim Giro d’Italia, den er als 81. beendete. Er platzierte sich dreimal unter den ersten Drei.
In den nächsten Jahren war er insbesondere bei den Klassikern erfolgreich: Im Jahr 2000 wurde er Zweiter der Flandern-Rundfahrt hinter Andreï Tchmil. 2002 gewann er den E3 Prijs Harebelke. Im Jahr 2003 wurde er Fünfter bei Mailand-Sanremo und Zweiter bei Paris-Roubaix hinter  Peter van Petegem.
Pieri hatte als Profi offensichtlich immer mit Übergewicht nach der Winterpause zu kämpfen. Im Frühjahr 2004 kritisierte ihn sein damaliges Team dafür und behielt sich arbeitsrechtliche Schritte gehen ihn vor.
Pieri beendete seine Karriere im April 2006 unerwartet während der Drei Tage von De Panne.

## Erfolge
1996
- eine Etappe Giro Ciclistico d’Italia

1998
- eine Etappe Tour de Langkawi
- eine Etappe Drei Tage von De Panne

1999
- eine Etappe Slowenien-Rundfahrt

2002
- E3 BinckBank Classic

## Wichtige Platzierungen
| Monument                 | 1997 | 1998 | 1999 | 2000 | 2001 | 2002 | 2003 | 2004 | 2005 | 2006 |
| ------------------------ | ---- | ---- | ---- | ---- | ---- | ---- | ---- | ---- | ---- | ---- |
| Mailand–Sanremo          | –    | 23   | 23   | –    | 17   | 23   | 5    | 144  | –    | 94   |
| Flandern-Rundfahrt       | –    | –    | –    | 2    | 48   | –    | 15   | DNF  | DNF  | –    |
| Paris–Roubaix            | 67   | 49   | –    | 37   | 11   | –    | 2    | 70   | –    | –    |
| Lüttich–Bastogne–Lüttich | –    | –    | –    | –    | –    | –    | –    | –    | –    | –    |
| Lombardei-Rundfahrt      | –    | –    | –    | –    | –    | –    | –    | –    | –    | –    |

| Grand Tour            | 1997 | 1998 | 1999 | 2000 | 2001 | 2002 | 2003 | 2004 | 2005 | 2006 |
| --------------------- | ---- | ---- | ---- | ---- | ---- | ---- | ---- | ---- | ---- | ---- |
| Giro d’ItaliaGiro     | –    | –    | 81   | DNF  | –    | –    | DNF  | –    | –    | –    |
| Tour de FranceTour    | –    | –    | –    | DNF  | –    | –    | –    | –    | –    | –    |
| Vuelta a EspañaVuelta | DNF  | –    | –    | –    | DNF  | DNF  | –    | –    | –    | –    |